# 托马谢克
托马谢克（捷克語：Tomášek）是常见的捷克姓氏，意为“小托马斯”，其德语形式为，著名人物有：
- 瓦茨拉夫·托马谢克（1774－1850），波西米亚音乐家
- 威廉·托马谢克（1841－1901），奥匈帝国-捷克地理学家、东方学家
- 鲁道夫·托马谢克（1895－1966），德国实验物理学家
- 方济各·托马谢克（1899－1992），捷克籍天主教司鐸級樞機

|  | 本页或本分段罗列了姓氏为「托马谢克」的人物。 如果是一个指代特定个人的内链将您引导到本页，請考慮修正該人物的名字以將链接指向正確的條目。 |